# Stawno (przystanek kolejowy)
Stawno – kolejowy przystanek osobowy w Stawno w województwie zachodniopomorskim, w Polsce. Zatrzymują się na nim jedynie regionalne pociągi osobowe relacji Szczecin Główny – Kamień Pomorski.

## Ruch pasażerski
| Rok  | Wymiana pasażerska na dobę |
| ---- | -------------------------- |
| 2017 | 20-49                      |
| 2022 | 20-49                      |